# Мота, Карлос де ла
Карлос де ла Мота (исп. Carlos de la Mota; род. 19 октября 1975) — доминиканский актёр, певец и архитектор.

## Биография
Родился 19 октября 1975 года в городе Консепсьон-де-ла-Вега. В раннем детстве жил в Нью-Йорке, затем в Санто-Доминго. Очень рано овладел навыками изучения английского языка, в детстве и юношестве увлёкся игрой в бейсбол и математикой. Практически в то же самое время увлёкся историей архитектуры и поэтому после окончания средней школы поступил в Католический университет в Сантьяго-де-лос-Кабальеросе, который он окончил в возрасте 23 лет. Университетом был направлен на практику в правительственное учреждение и остался там работать ещё на несколько лет, после чего был направлен в длительную командировку в Мексику и у него появилась мечта стать актёром и он в возрасте 26 лет поступил в CEA при телекомпании Televisa. Он программу, рассчитанную на несколько лет освоил буквально за 3 месяца, после чего покорил ректора Эухенио Кобо, и тот назвал актёра ярким прорывом в мексиканском кинематографе и вручил ему диплом в торжественной обстановке. В мексиканском кинематографе дебютировал в 2003 году и с тех пор снялся в 18 фильмах и телесериалах. Телесериалы «Мачеха», «Разбитые сердца», «Самая прекрасная дурнушка», «Завтра — это навсегда» и «Трижды Ана» оказались наиболее популярными с участием актёра. Также известен как театральный актёр, сыгравший в ряде значимых спектаклях и мюзиклах. Был номинирован 16 раз на 10 премий, из которых ему удалось одержать достойную победу в 14 из них.

### Личные звания
Ему принадлежат 9 личных званий, то есть он первый доминиканский актёр, который:
- зажёгший свою звезду на Площади Звёзд в Мехико.
- научившийся петь песни к заставкам телесериалов.
- получивший отличные баллы за выступления.
- совершивший театральные гастроли по всей Мексике.
- ставший лауреатом премии People en Español.
- сыгравший впервые в WEB-новелле.
- сыгравший свыше 2 лет подряд мюзикл Кабаре в Мексике.
- Сыгравший более в 10 телесериалах Televisa.

## Фильмография
1
¿Pa' Qué me Casé? (2016)
2
Loki 7 (2016)
3
Loki 7 (2016)
… Dimitri Ivanov
4
Трижды Ана (сериал, 2016)
Tres veces Ana … Valentín
5
До конца света (сериал, 2014—2015)
Hasta el fin del mundo … Esteban
6
То, что жизнь у меня украла (сериал, 2013—2014)
Lo que la vida me robó … Refugio
7
Непокорное сердце (сериал, 2013)
Corazón indomable … Karim
8
Для неё я Ева (сериал, 2012)
Por ella soy Eva … Santiago Escudero
9
Когда я влюблен (сериал, 2010 — …)
Cuando me enamoro … Carlos Estrada
10
Завтра – это навсегда (сериал, 2008 — …)
Mañana es para siempre … Santiago Elizalde Rivera
11
Нет дур в раю (сериал, 2008)
Las tontas no van al cielo … Raúl de la Parra
12
Чистая любовь (сериал, 2007)
Destilando amor … James
13
Самая прекрасная дурнушка (сериал, 2006 — …)
La fea más bella … Eduardo Mendoza
14
Надоело целовать лягушек (2006)
Cansada de besar sapos … Miguel
15
Разбитые сердца (сериал, 2005)
Corazón Partido … Germán Garza
16
Поздняя любовь (сериал, 2004 — …)
Piel de otoño … Diego
17
Полюбить снова (сериал, 2003—2004)
Amar otra vez … Sergio Santillán Vidal
18
Женщина, случаи из реальной жизни (сериал, 1985 — …)
Mujer, casos de la vida real

## Театральные работы
- 2003 —
  - Грязные танцы
  - Три мушкетёра
- 2006-07 — Кабаре.
- 2013 — 12 мужчин в борьбе.